# Panare (huyện)
Panare (tiếng Thái: ปะนาเระ) là một huyện (amphoe) ở tỉnh Pattani, phía nam Thái Lan.

## Địa lý
Các huyện giáp ranh (từ phía nam theo chiều kim đồng hồ) là Sai Buri, Mayo và Yaring. Phía bắc và phía đông là vịnh Thái Lan.

## Hành chính
Huyện này được chia thành 10 phó huyện (tambon), các đơn vị này lại được chia ra thành 52 làng (muban). Panare là một thị trấn (thesaban tambon) nằm trên phần lớn tambon Panare. Có 10 Tổ chức hành chính tambon.
| STT | Tên         | Tên tiếng Thái | Số làng | Dân số |  |
| --- | ----------- | -------------- | ------- | ------ |  |
| 1.  | Panare      | ปะนาเระ        | 5       | 8.902  |  |
| 2.  | Tha Kham    | ท่าข้าม          | 4       | 2.152  |  |
| 3.  | Ban Nok     | บ้านนอก         | 6       | 4.086  |  |
| 4.  | Don         | ดอน            | 6       | 3.688  |  |
| 5.  | Khuan       | ควน            | 5       | 2.619  |  |
| 6.  | Tha Nam     | ท่าน้ำ           | 5       | 4.240  |  |
| 7.  | Khok Krabue | คอกกระบือ       | 4       | 1.991  |  |
| 8.  | Pho Ming    | พ่อมิ่ง           | 4       | 2.790  |  |
| 9.  | Ban Klang   | บ้านกลาง        | 9       | 7.190  |  |
| 10. | Ban Nam Bo  | บ้านน้ำบ่อ        | 4       | 5.429  |  |